# Бабенко, Галина Николаевна
Галина Николаевна Бабенко (30 декабря 1941, Хабаровск, РСФСР, СССР) — советский и украинский художник-мультипликатор и иллюстратор.

## Биография
Родилась 30 декабря 1941 года в Хабаровске.
В 1966 году закончила Львовский полиграфический институт.
В 1961-1962 годах — актриса озвучивания двух мультфильмов: «Веснянка» и «Пьяные волки».
С 1967 года — художница мультфильмов киностудии «Киевнаучфильм».
В 1977-1999 годах — член Национального союза кинематографистов Украины.
С 1978 года — художник-иллюстратор детских книг издательства «Веселка».
Проживает в Киеве.

## Фильмография
- 1961 — Веснянка — актриса озвучивания
- 1962 — Пьяные волки — актриса озвучивания
- 1970 — Волшебные очки — художник-постановщик
- 1970 — Сказка про доброго носорога — художник-постановщик
- 1971 — От звонка до звонка — художник-постановщик
- 1972 — Сказание про Игорев поход — художник
- 1973 — Весёлый цыплёнок — художник-постановщик
- 1975 — Парасолька становится дружинником — художник-постановщик
- 1976 — Музыкальные сказки — художник-постановщик
- 1976 — Чудо-мороз — художник-постановщик
- 1977 — Тяп-ляп — художник-постановщик
- 1979 — Открытое письмо селезня — художник-постановщик
- 1981 — Дворцы и хижины (для киножурнала «Фитиль», выпуск №219) — художник-постановщик